# The Kid Who Collects Spider-Man
The Kid Who Collects Spider-Man (рус. Ребёнок, который коллекционирует Человека-паука) — сюжетная линия, написанная Роджером Стерном и изданная компанией Marvel Comics в комиксе The Amazing Spider-Man #248 в 1984 году. В ней рассказывается о мальчике, больном лейкемией, который встречается со своим героем — Человеком-пауком.
По мнению многих фанатов и критиков данная история является одной из самых лучших в сериях комиксов про Человека-паука. В 2004 году американский журнал Wizard, специализирующийся на комиксах, выпустил книгу, содержащую в себе 10 лучших историй о Человеке-пауке. Одной из них была названа The Kid Who Collects Spider-Man.

## Сюжет
Маленький Тим Харрисон лежит в постели. На отрывке из газеты написано, что он большой фанат Человека-паука и что он собирает о нём все статьи из газет. К радости Тима в его комнате неожиданно появляется сам Человек-паук. Двое знакомятся: Тим показывает Человеку-пауку свою коллекцию статей о нём, Человек-паук рассказывает Тиму о своём происхождении, об убийстве дяди Бена и о том, как он решил бороться с преступностью.
Наконец, когда Человек-паук собирается уходить, Тим спрашивает его, кто он на самом деле. После непродолжительных раздумий Человек-паук снимает маску и говорит Тиму, что его настоящее имя — Питер Паркер, и что он работает в Daily Bugle фотографом. Тим обещает Питеру, что сохранит его секрет. Человек-паук прощается с ним и уходит. На ещё одном отрывке газеты написано, что единственное желание мальчика — встретиться с Человеком-пауком вживую, потому что он умрёт от лейкемии через несколько дней.

## Влияние
- За основу двух серий третьего сезона мультсериала Человек-паук («Make a Wish»/«Attack of the Octobot») была взята данная история. Главное различие в том, что ребёнок здесь — девочка по имени Таина. Также в сериале упоминается, что у неё есть брат-близнец, которого зовут Тим.

## Коллекционные издания
- История была перепечатана несколько раз, а также включена в The Very Best of Spider-Man (декабрь 1994, ISBN 0-7851-0045-8).